# Monumento a Giovanni delle Bande Nere

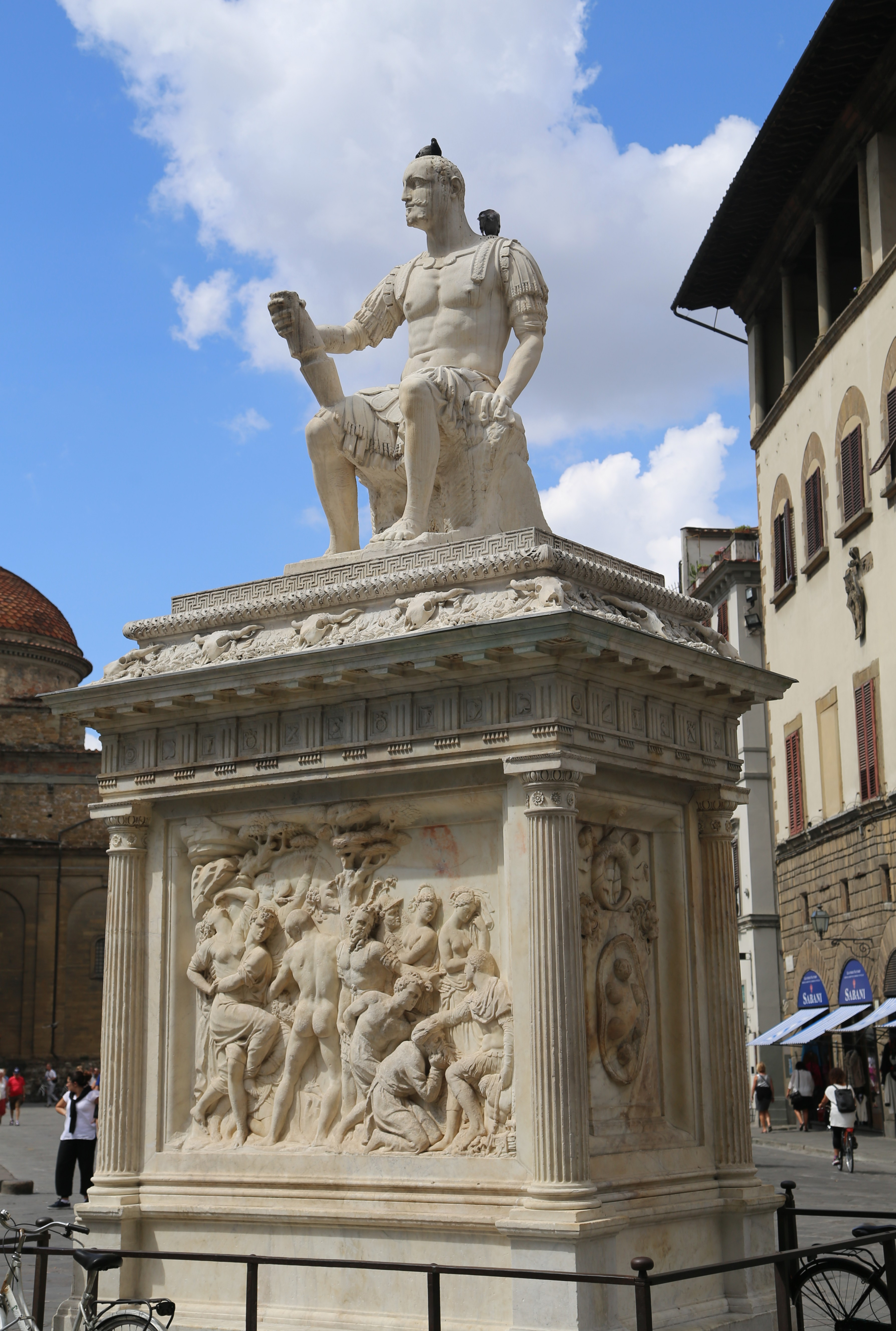
Monumento a Giovanni delle Bande Nere

Il monumento a Giovanni delle Bande Nere si trova in piazza San Lorenzo a Firenze.

## Storia

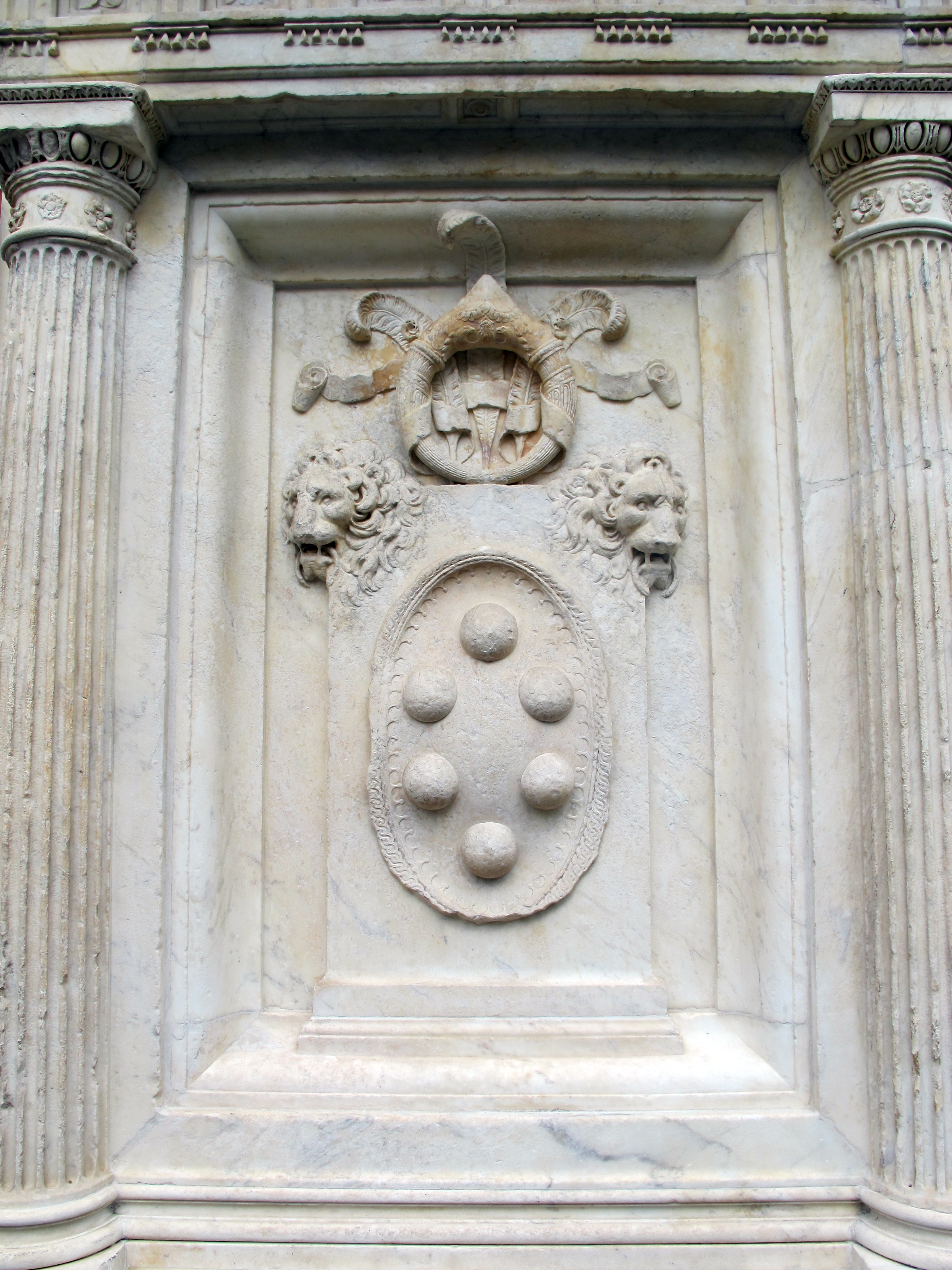
Impresa medicea, su un lato del basamento

Baccio Bandinelli realizzò la statua a partire dal 1540, quando gli fu commissionata da Cosimo I de' Medici, che così voleva rendere onore al padre, l'unico condottiero di valore in tutta la storia della famiglia Medici. Inizialmente sarebbe dovuta essere collocata dentro la Cappella Neroni all'interno della basilica di San Lorenzo, per questo lo scultore concepì il guerriero seduto (posa alquanto insolita per un condottiero) sopra il basamento. L'artista aveva presentato il progetto al duca nel 1540 e sottoscritto un contratto che prevedeva la statua del condottiero e due rilievi inseriti nel basamento da ultimare entro due anni. In realtà alla morte del Bandinelli nel 1560 l'insieme era ancora lontano dall'essere completato: la scultura fu così collocata nel 1592 nella sala Grande di Palazzo Vecchio, mentre la monumentale base rimase a lungo nella cappella Neroni all'interno della basilica di San Lorenzo, quindi posta nell'angolo della piazza nel 1620 per volontà di Cosimo II e qui diventata nota col nome di "base di San Lorenzo" (si veda l'iscrizione ottocentesca sul basamento).
Su questo monumentale basamento operò Giuseppe Del Rosso che, nel 1812, trasformò per pubblica utilità la base in una fontana.  Qui era infatti consentito anche l'abbeveramento di animali, per questo la vasca, in marmo di Carrara come il basamento, venne progettata con un'ampia tazza, sorretta da una mensola a voluta, sobriamente decorata da rilievi. La testa leonina riprendeva i rilievi del Bandinelli sui due lati con lo stemma dei Medici, a sua volta come richiamo all'animale totemico fiorentino, il "marzocco".
Solo nel 1850 la statua, relegata in Palazzo Vecchio, fu collocata in situ, con la direzione dei lavori affidata all'ingegnere Alessandro Manetti.
In occasione del ricollocamento fu composto un epigramma satirico, che ironizzava sugli spostamenti della statua:
dal lungo cavalcar noiato e stanco

scese di sella e si pose a sedere»
Nel 1939, con la risistemazione dell'area di piazza San Lorenzo, il monumento fu spostato e avvicinato al sagrato della chiesa. Dopo un primo intervento di restauro non documentato ma presumibilmente effettuato negli anni sessanta del Novecento e un ulteriore cantiere aperto nel 1995, nel 2012 è stato avviato un ulteriore intervento di restauro dell'intero monumento (comprendente un intervento per l'ottimizzazione dei consumi idrici) su progetto e direzione dei lavori da Marzia Cantini del Servizio Belle Arti del Comune di Firenze (realizzato nell'ambito del progetto promosso dal Comune di Firenze "FLIC", Florence, I Care).

## Descrizione

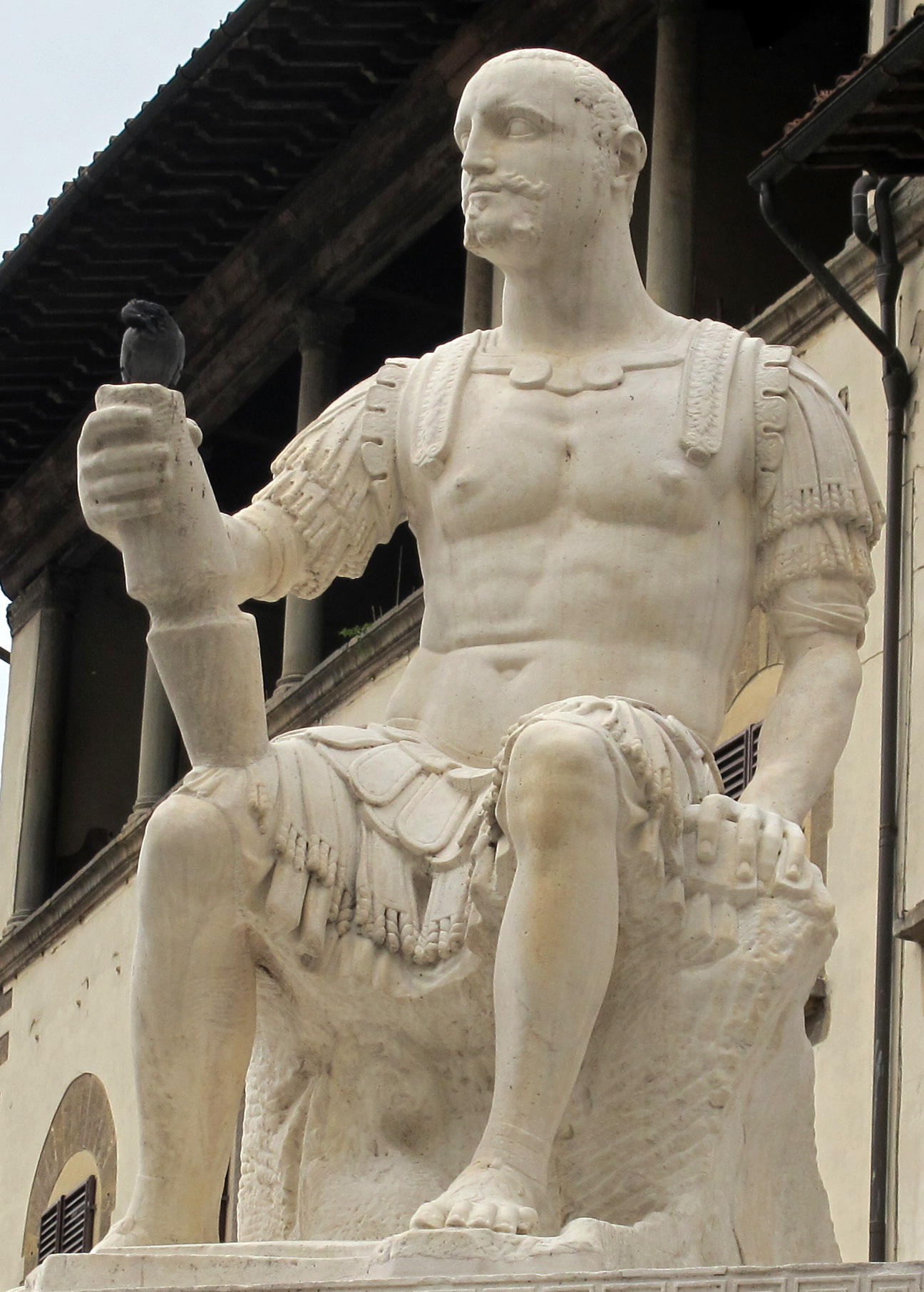
Giovanni delle Bande nere

La statua è rappresentata con la corazza romana (lorica musculata) che assomiglia a una guaina trasparente sul vigoroso petto. Il condottiero, privo di elmo e di calzari, tiene in mano, puntato sul ginocchio, probabilmente un grosso bastone del comando, che era stato interpretato anche come una lancia spezzata (simbolo della morte in battaglia). Altri hanno interpretato l'oggetto come il proiettile del falconetto che lo uccise, e che Giovanni, coraggiosamente, tenta di estrarre dalla gamba. 
Così Augusto Garneri: "Il piedistallo è la parte artistica del monumento; esso ha la forma quasi cubica, agli angoli delle belle colonne doriche che reggono una maestosa cornice dello stesso ordine. Al di sopra: un gran cavetto decorato da bei bucrani con festoni, seguito da un toro a treccia, e da un plinto a greca, il tutto, si vede dall'artista, aggiunto al piedistallo come zoccolo alla statua". Il basamento è decorato nel lato maggiore da un vigoroso rilievo con uno scenario di battaglia in cui soldati recano prigionieri e bottino al loro capitano; sui lati brevi stemma e imprese medicee, col tipico emblema dell'anello di diamante.
La fontana si caratterizza per la presenza di una testa di leone in marmo bianco di Carrara (in sintonia con i bassorilievi del monumento) dal quale scaturisce l'acqua, raccolta in una vasca ellissoidale sempre in marmo, ampia e posta ad altezza tale da poter essere utilizzata anche come abbeveratoio. Giuseppe Del Rosso si adeguò alla preesistenza sfruttando il ricco repertorio decorativo del piedistallo e carcò, soprattutto, di dare un senso al monumentale blocco di marmo lavorato.
L'altisonante targa risale all'Ottocento e scherzosamente ha fatto ribattezzare la statua il "Gran Capitano Ebbe" perché recita:
| UNA PARTE DI QUESTO MONUMENTO DESTINATO DA COSIMO PRIMO AD ONORARE LA MEMORIA DEL PADRE GIOVANNI DELLE BANDE NERE LUNGAMENTE NON CURATA QUI STETTE E IL VOLGO LA CHIAMÒ LA BASE DI SAN LORENZO RESTAURATA NELL'ANNO MDCCCL E POSTAVI LA STATUA DEL GRAN CAPITANO EBBE ALFINE COMPIMENTO LA PREGEVOLE OPERA SCOLPITA DAL BANDINELLI |

## Bibliografia

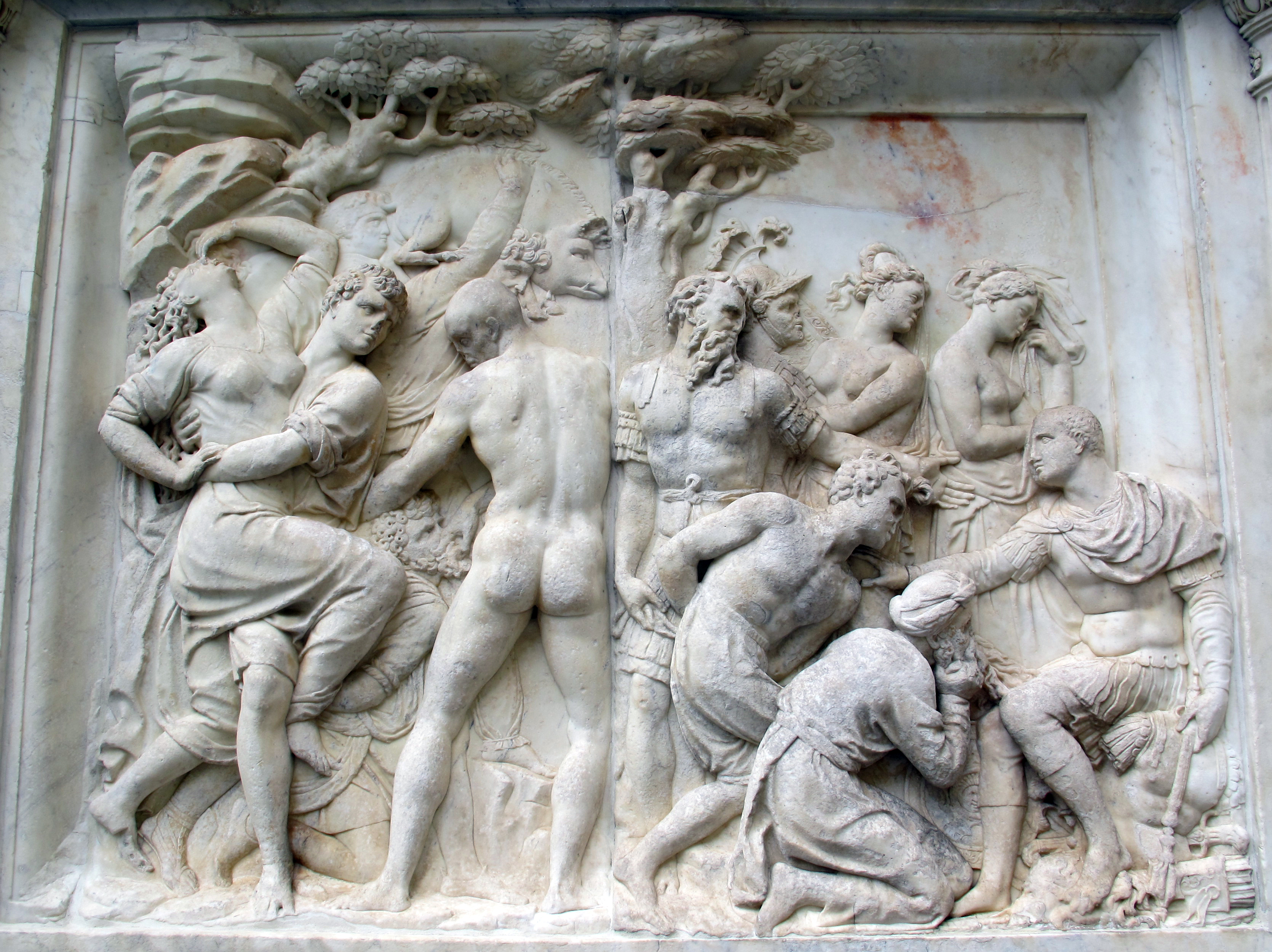
Il bassorilievo

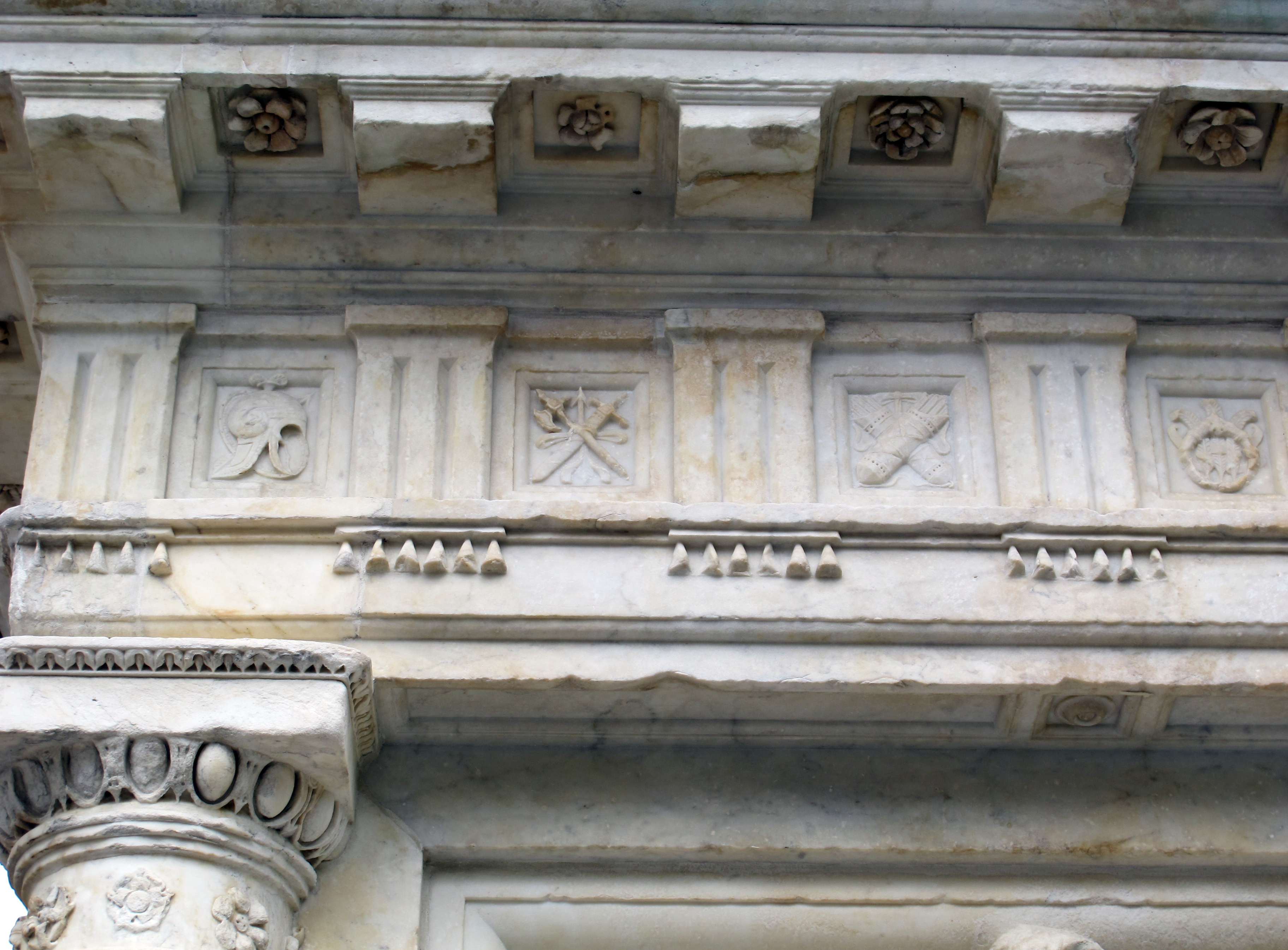
Metope del basamento